# Lijst van rijksmonumenten in Hoeksche Waard
De gemeente Hoeksche Waard telt 173 inschrijvingen in het rijksmonumentenregister. Hieronder een overzicht. 

## 's-Gravendeel
De plaats 's-Gravendeel telt 5 inschrijvingen in het rijksmonumentenregister.
| Object | Oorspronkelijke functie?  | Bouwjaar              | Architect | Locatie             | Coördinaten?                  | Nr.?  | Afbeelding        |
| --- | ------------------------- | --------------------- | --------- | ------------------- | ----------------------------- | ----- | ----------------- |
| Het Vliegend Hert | Industrie- en poldermolen | 1858                  |           | Molendijk 33a       | 51° 46' 58" NB, 4° 36' 59" OL | 17406 | Meer afbeeldingen |
| Boerderij voorzien van woonhuis met een hoog, met pannen gedekt schilddak, waarin twee dakkapellen. In de vensters 20- ruitsschuiframen. Achter het woonhuis een schuur met een pannen wolfdak | Boerderij                 | eerste helft 19e eeuw |           | Langestraat 21      | 51° 46' 41" NB, 4° 37' 5" OL  | 17407 | Meer afbeeldingen |
| Boerenhuis onder langgerekt pannen zadeldak en met puntgevel, waarin vlechtingen. Vensters met luiken en zesruitsschuiframen                                                                   | Boerderij                 | begin 19e eeuw        |           | Rijkestraat 26-28   | 51° 46' 43" NB, 4° 37' 10" OL | 17408 | Meer afbeeldingen |
| Boerderij, waarvan het woongedeelte een puntgevel met zadeldak heeft. Achter het woonhuis een gepotdekselde houten stal                                                                        | Boerderij                 | 1848                  |           | Noord Voorstraat 23 | 51° 46' 50" NB, 4° 37' 4" OL  | 17409 | Meer afbeeldingen |
| Dwarshuis onder pannen zadeldak tussen puntgevels. Sierankers. Vensters met zesruitsschuiframen en bovenlicht met gesneden hoekversieringen                                                    | Boerderij                 | 18e eeuw              |           | Zuid Voorstraat 18  | 51° 46' 48" NB, 4° 37' 8" OL  | 17410 | Meer afbeeldingen |

## Cillaarshoek
De plaats Cillaarshoek telt 2 inschrijvingen in het rijksmonumentenregister.
| Object | Oorspronkelijke functie? | Bouwjaar | Architect | Locatie         | Coördinaten?                  | Nr.?  | Afbeelding        |
| --- | ------------------------ | -------- | --------- | --------------- | ----------------------------- | ----- | ----------------- |
| Pastorie. Huis met verdieping en schilddak. Deuromlijsting met hoofdgestel op consoles; vensters met zes- en vierruitsschuiframen | Kerkelijke dienstwoning  | ca. 1840 |           | Keizersdijk 161 | 51° 46' 22" NB, 4° 32' 48" OL | 26548 | Meer afbeeldingen |
| Nederlands Hervormde kerk | Kerk en kerkonderdeel    | 1615     |           | Keizersdijk 159 | 51° 46' 22" NB, 4° 32' 48" OL | 26549 | Meer afbeeldingen |

## Goudswaard
De plaats Goudswaard telt 26 inschrijvingen in het rijksmonumentenregister. Zie Lijst van rijksmonumenten in Goudswaard voor een overzicht.

## Heinenoord
De plaats Heinenoord telt 12 inschrijvingen in het rijksmonumentenregister. Zie Lijst van rijksmonumenten in Heinenoord voor een overzicht.

## Klaaswaal
De plaats Klaaswaal telt 6 inschrijvingen in het rijksmonumentenregister.
| Object                                                                                    | Oorspronkelijke functie? | Bouwjaar              | Architect | Locatie                             | Coördinaten?                  | Nr.?  | Afbeelding                                                            |
| ----------------------------------------------------------------------------------------- | ------------------------ | --------------------- | --------- | ----------------------------------- | ----------------------------- | ----- | --------------------------------------------------------------------- |
| Hoeve "Strijendaal"                                                                       | Boerderij                | 1808                  |           | Boomdijk 14                         | 51° 44' 43" NB, 4° 30' 10" OL | 23661 | Meer afbeeldingen                                                     |
| Nederlands Hervormde Kerk                                                                 | Kerk en kerkonderdeel    | 1566                  |           | Kerkstraat 18                       | 51° 46' 12" NB, 4° 26' 42" OL | 23662 | Meer afbeeldingen                                                     |
| Boerderij, waarvan het woongedeelte een dwarshuis is met hoof, met pannen gedekt zadeldak | Boerderij                | eerste helft 19e eeuw |           | Kreupeleweg 40                      | 51° 46' 31" NB, 4° 26' 46" OL | 23663 | Meer afbeeldingen                                                     |
| Buitenlust                                                                                | Boerderij                | begin 19e eeuw        |           | Molendijk 61                        | 51° 46' 39" NB, 4° 26' 20" OL | 23664 | Meer afbeeldingen                                                     |
| Dijkboerderij, bestaande uit een dwars woonhuis onder pannen zadeldak                     | Boerderij                | eerste helft 19e eeuw |           | Molendijk 146                       | 51° 46' 39" NB, 4° 26' 17" OL | 23665 | Dijkboerderij, bestaande uit een dwars woonhuis onder pannen zadeldak |
| Boerderij, van het midden langsgedeelte der Vlaamse schuurgroep                           | Boerderij                | midden 19e eeuw       |           | Oud-Cromstrijensedijk Westzijde 120 | 51° 46' 22" NB, 4° 25' 2" OL  | 23667 | Meer afbeeldingen                                                     |

## Maasdam
De plaats Maasdam telt 8 inschrijvingen in het rijksmonumentenregister. Zie Lijst van rijksmonumenten in Maasdam voor een overzicht.

## Mijnsheerenland
De plaats Mijnsheerenland telt 27 inschrijvingen in het rijksmonumentenregister. Zie Lijst van rijksmonumenten in Mijnsheerenland voor een overzicht.

## Middelsluis
De plaats Middelsluis telt 1 inschrijving in het rijksmonumentenregister.
| Object           | Oorspronkelijke functie? | Bouwjaar | Architect | Locatie                        | Coördinaten?                 | Nr.?  | Afbeelding        |
| ---------------- | ------------------------ | -------- | --------- | ------------------------------ | ---------------------------- | ----- | ----------------- |
| Cornelia's Hoeve | Boerderij                | 1805     |           | Middelsluissedijk Oostzijde 11 | 51° 44' 34" NB, 4° 27' 8" OL | 30831 | Meer afbeeldingen |

## Nieuw-Beijerland
De plaats Nieuw-Beijerland telt 2 inschrijvingen in het rijksmonumentenregister.
| Object                    | Oorspronkelijke functie?  | Bouwjaar                                                                                 | Architect | Locatie       | Coördinaten?                  | Nr.?  | Afbeelding        |
| ------------------------- | ------------------------- | ---------------------------------------------------------------------------------------- | --------- | ------------- | ----------------------------- | ----- | ----------------- |
| Nederlands Hervormde Kerk | Kerk en kerkonderdeel     | 1826 (zaalkerk) eerste kwart 17e eeuw (preekstoel) 1801 (hekpijlers) 1643 (klokkenstoel) |           | Kerkstraat 22 | 51° 48' 39" NB, 4° 20' 21" OL | 30392 | Meer afbeeldingen |
| De Swaen                  | Industrie- en poldermolen | 1703                                                                                     |           | Spuidijk 29   | 51° 48' 47" NB, 4° 20' 12" OL | 30393 | Meer afbeeldingen |

## Numansdorp
De plaats Numansdorp telt 6 inschrijvingen in het rijksmonumentenregister.
| Object | Oorspronkelijke functie?  | Bouwjaar                     | Architect | Locatie                         | Coördinaten?                  | Nr.?   | Afbeelding        |
| --- | ------------------------- | ---------------------------- | --------- | ------------------------------- | ----------------------------- | ------ | ----------------- |
| Hekpijlers van "Alexanderhof"                                                                              | Erfscheiding              |                              |           | Rijksstraatweg 92               | 51° 45' 16" NB, 4° 26' 48" OL | 30832  | Meer afbeeldingen |
| Waterschapshuis                                                                                            | Bestuursgebouw en onderdl | ca. 1840                     |           | Schuringsedijk 2                | 51° 43' 35" NB, 4° 26' 17" OL | 30833  | Meer afbeeldingen |
| Nederlands Hervormde Kerk                                                                                  | Kerk en kerkonderdeel     | 1653                         |           | Torenstraat 18                  | 51° 43' 40" NB, 4° 26' 22" OL | 30834  | Meer afbeeldingen |
| Pand met verdieping en schilddak                                                                           | Werk-woonhuis             | 19e eeuw                     |           | Voorstraat 30                   | 51° 43' 40" NB, 4° 26' 17" OL | 30835  | Meer afbeeldingen |
| Huis met ingezwenkte voorgevel, afgedekte door een houten kroonlijst en versierd met 18e-eeuwse zijvoluten | Handel en kantoor         | eerste helft 19e eeuw        |           | Voorstraat 24                   | 51° 43' 39" NB, 4° 26' 17" OL | 30836  | Meer afbeeldingen |
| Landzigt / Landzicht                                                                                       | Industrie- en poldermolen | 1856 (bouw) 1956 (onttakeld) |           | Burgemeester de Zeeuwstraat 52A | 51° 43' 59" NB, 4° 26' 23" OL | 527680 | Meer afbeeldingen |

## Oud-Beijerland
De plaats Oud-Beijerland telt 28 inschrijvingen in het het rijksmonumentenregister. Zie Lijst van rijksmonumenten in Oud-Beijerland voor een overzicht.

## Piershil
De plaats Piershil telt 7 inschrijvingen in het rijksmonumentenregister.
| Object | Oorspronkelijke functie?  | Bouwjaar              | Architect | Locatie        | Coördinaten?                  | Nr.?  | Afbeelding        |
| --- | ------------------------- | --------------------- | --------- | -------------- | ----------------------------- | ----- | ----------------- |
| Op de hoek van de Kade en de Molendijk een pand onder pannen zadeldak met aan voor- en achterzijde puntgevels | Woonhuis                  | 1664                  |           | Kade 2         | 51° 47' 37" NB, 4° 18' 43" OL | 32150 | Meer afbeeldingen |
| Grote boerderij. Woonhuis en stal onder een hoog rieten wolfdak. In de woongedeelte, dat rechts een opkamer heeft, ontlastingsbogen. In de linker zijgevel van de stal twee baanderdeuren onder opgewipte gedeelten van het dak                                                                       | Boerderij                 | 1695                  |           | Kreekkant 6    | 51° 48' 30" NB, 4° 21' 21" OL | 32151 | Meer afbeeldingen |
| Simonia | Industrie- en poldermolen | 1845                  |           | Molendijk 39   | 51° 47' 47" NB, 4° 18' 42" OL | 32152 | Meer afbeeldingen |
| Gemeentehuis. Boerenhuis met woongedeelte en gepotdekselde stal onder een pannen zadeldak. Aan de voorzijde een puntgevel met vlechtingen | Overheidsgebouw           | eerste kwart 19e eeuw |           | Voorstraat 14  | 51° 47' 36" NB, 4° 18' 49" OL | 32153 | Meer afbeeldingen |
| Boerenhuis, met pannen zadeldak en puntgevel, met vlechtingen | Woonhuis                  | eerste kwart 19e eeuw |           | Voorstraat 18  | 51° 47' 37" NB, 4° 18' 49" OL | 32155 | Meer afbeeldingen |
| Boerenhuis, waarvan het woongedeelte een pannen wolfdak en een gevel met ingezwenkte zijkanten onder een houten lijst met consoles heeft. Deur met houten omlijsting en hoofdgestel op voluutconsoles, waarboven een steen met het jaartal. Achter het woonhuis een hogere stal onder pannen zadeldak | Woonhuis                  | 1864                  |           | Voorstraat 20A | 51° 47' 36" NB, 4° 18' 50" OL | 32156 | Meer afbeeldingen |
| Nederlands Hervormde Kerk | Kerk en kerkonderdeel     | na 1524               |           | Voorstraat 24  | 51° 47' 37" NB, 4° 18' 52" OL | 32157 | Meer afbeeldingen |

## Puttershoek
De plaats Puttershoek telt 14 inschrijvingen in het rijksmonumentenregister. Zie Lijst van rijksmonumenten in Puttershoek voor een overzicht.

## Sint Anthoniepolder
De plaats Sint Anthoniepolder telt 3 inschrijvingen in het rijksmonumentenregister.
| Object                                            | Oorspronkelijke functie?  | Bouwjaar | Architect | Locatie          | Coördinaten?                  | Nr.?  | Afbeelding        |
| ------------------------------------------------- | ------------------------- | -------- | --------- | ---------------- | ----------------------------- | ----- | ----------------- |
| Ronde, bakstenen poldermolen, de St. Anthonymolen | Industrie- en poldermolen | 1842     |           | Polderdijk 25    | 51° 47' 15" NB, 4° 32' 32" OL | 26545 | Meer afbeeldingen |
| Nederlands Hervormde kerk                         | Kerk en kerkonderdeel     | 1357     |           | Polderdijk 67    | 51° 47' 50" NB, 4° 31' 55" OL | 26546 | Meer afbeeldingen |
| Rechthoekig boerderijtje onder rieten zadeldak    | Boerderij                 | 18e eeuw |           | Zwanegatsedijk 3 | 51° 47' 40" NB, 4° 31' 12" OL | 26547 | Meer afbeeldingen |

## Strijen
De plaats Strijen telt 6 inschrijvingen in het rijksmonumentenregister.
| Object | Oorspronkelijke functie?  | Bouwjaar                                         | Architect       | Locatie            | Coördinaten?                  | Nr.?   | Afbeelding                         |
| --- | ------------------------- | ------------------------------------------------ | --------------- | ------------------ | ----------------------------- | ------ | ---------------------------------- |
| Hoeve "Bouwlust" | Boerderij                 | 17e eeuw (ontlastingsbogen) 18e eeuw (zomerhuis) |                 | Zuid-Kavelsedijk 3 | 51° 44' 14" NB, 4° 35' 7" OL  | 34942  | Meer afbeeldingen                  |
| Hoeve "Schawacht" | Boerderij                 | eind 18e eeuw                                    |                 | Schaweg 13         | 51° 45' 25" NB, 4° 36' 3" OL  | 34943  | Meer afbeeldingen                  |
| Hoeve "Waalenburg" : Twee bakstenen hekpijlers met bekronende natuurstenen bollen, versierd met festoenen en gedateerd. Brug voor het inrijhek met jaartallen 1650 en 1800 | Boerderij                 | 1650                                             |                 | Kooilandsedijk 33  | 51° 43' 43" NB, 4° 35' 20" OL | 34944  | Meer afbeeldingen                  |
| Grote- of St. Lambertuskerk | Kerk en kerkonderdeel     | 15e eeuw                                         |                 | Kerkstraat 48      | 51° 44' 40" NB, 4° 33' 6" OL  | 34945  | Meer afbeeldingen                  |
| Raadhuis | Bestuursgebouw en onderdl | 1927                                             | Diederik Visser | Kerkstraat 54      | 51° 44' 41" NB, 4° 33' 4" OL  | 521942 | Raadhuis                           |
| Winkelpand voorgevel met winkelpui | Winkel                    | ca. 1880                                         |                 | Kerkstraat 24      | 51° 44' 39" NB, 4° 33' 10" OL | 521943 | Winkelpand voorgevel met winkelpui |

## Strijensas
De plaats Strijensas telt 5 inschrijvingen in het rijksmonumentenregister.
| Object                                                                                        | Oorspronkelijke functie? | Bouwjaar | Architect | Locatie            | Coördinaten?                  | Nr.?   | Afbeelding              |
| --------------------------------------------------------------------------------------------- | ------------------------ | -------- | --------- | ------------------ | ----------------------------- | ------ | ----------------------- |
| Boerderij Ora et Labora                                                                       | Boerderij                | ca. 1875 |           | Land van Esseweg 6 | 51° 43' 21" NB, 4° 32' 32" OL | 521936 | Boerderij Ora et Labora |
| Boerderij Ora et Labora: vier schuren                                                         | Boerderij                | ca. 1875 |           | Land van Esseweg 6 | 51° 43' 21" NB, 4° 32' 32" OL | 521937 | Upload foto             |
| Schutsluis, onderdeel van het sluiscomplex in het rond 1650 verlengde havenkanaal van Strijen | Waterkering en -doorlaat | 1848     |           | Buitendijk bij 2   | 51° 42' 50" NB, 4° 35' 10" OL | 521939 | Meer afbeeldingen       |
| Ophaalbrug, onderdeel van het sluiscomplex in het rond 1650 verlengde havenkanaal van Strijen | Brug                     | 1908     |           | Buitendijk bij 2   | 51° 42' 50" NB, 4° 35' 9" OL  | 521940 | Meer afbeeldingen       |
| Havenlicht                                                                                    | Kust- en oevermarkering  | 1870     |           | Buitendijk         | 51° 42' 43" NB, 4° 35' 16" OL | 521941 | Meer afbeeldingen       |

## Westmaas
De plaats Westmaas telt 4 inschrijvingen in het rijksmonumentenregister.
| Object                                  | Oorspronkelijke functie?  | Bouwjaar             | Architect | Locatie                            | Coördinaten?                  | Nr.?  | Afbeelding        |
| --------------------------------------- | ------------------------- | -------------------- | --------- | ---------------------------------- | ----------------------------- | ----- | ----------------- |
| Nederlands Hervormde Kerk               | Kerk en kerkonderdeel     | 1650                 |           | Breestraat 7                       | 51° 47' 17" NB, 4° 28' 26" OL | 38856 | Meer afbeeldingen |
| Pastorie van Mastland                   | Woonhuis                  | derde kwart 19e eeuw |           | Munnikenweg 5                      | 51° 47' 20" NB, 4° 28' 34" OL | 38857 | Meer afbeeldingen |
| Windlust                                | Industrie- en poldermolen | 1864                 |           | Smidsweg 7 of Van Koetsveldlaan 2d | 51° 47' 19" NB, 4° 28' 17" OL | 38858 | Meer afbeeldingen |
| Boerderij "Marienhof": woonhuis en stal | Boerderij                 | 17e eeuw             |           | Smidsweg 18                        | 51° 47' 15" NB, 4° 27' 30" OL | 38859 | Meer afbeeldingen |

## Zuid-Beijerland
De plaats Zuid-Beijerland telt 11 inschrijvingen in het rijksmonumentenregister. Zie Lijst van rijksmonumenten in Zuid-Beijerland voor een overzicht.

## Voormalige rijksmonumenten
In de gemeente Hoeksche Waard is er 1 voormalig rijksmonument:
| Object | Oorspronkelijke functie? | Bouwjaar | Architect | Locatie      | Coördinaten?                 | Nr.?  | Afbeelding |
| --- | ------------------------ | -------- | --------- | ------------ | ---------------------------- | ----- | --- |
| Boerderij. Dwars woonhuis onder rieten wolfdak en met gepleisterde voorgevel onder houten lijst. In de zijgevels sierankers en in de rechterzijgevel een half kruiskozijn. Bakhuis met zesruitsramen en luiken | Boerderij                | 17e eeuw |           | Broekseweg 6 | 51° 45' 0" NB, 4° 34' 30" OL | 34941 | Boerderij. Dwars woonhuis onder rieten wolfdak en met gepleisterde voorgevel onder houten lijst. In de zijgevels sierankers en in de rechterzijgevel een half kruiskozijn. Bakhuis met zesruitsramen en luiken |

Alblasserdam ·
Albrandswaard ·
Alphen aan den Rijn ·
Barendrecht ·
Bodegraven-Reeuwijk ·
Capelle aan den IJssel ·
Delft ·
Den Haag ·
Dordrecht ·
Goeree-Overflakkee ·
Gorinchem ·
Gouda ·
Hardinxveld-Giessendam ·
Hendrik-Ido-Ambacht ·
Hillegom ·
Hoeksche Waard‎ ·
Kaag en Braassem ·
Katwijk ·
Krimpen aan den IJssel ·
Krimpenerwaard ·
Lansingerland ·
Leiden ·
Leiderdorp ·
Leidschendam-Voorburg ·
Lisse ·
Maassluis ·
Midden-Delfland ·
Molenlanden ·
Nieuwkoop ·
Nissewaard ·
Noordwijk ·
Oegstgeest ·
Papendrecht ·
Pijnacker-Nootdorp ·
Ridderkerk ·
Rijswijk ·
Rotterdam ·
Schiedam ·
Sliedrecht ·
Teylingen ·
Vlaardingen ·
Voorne aan Zee ·
Voorschoten ·
Waddinxveen ·
Wassenaar ·
Westland ·
Zoetermeer ·
Zoeterwoude ·
Zuidplas ·
Zwijndrecht